# Kostelní Lhota
Kostelní Lhota är en ort i Tjeckien.   Den ligger i regionen Mellersta Böhmen, i den centrala delen av landet, 40 km öster om huvudstaden Prag. Kostelní Lhota ligger 188 meter över havet och antalet invånare är 742.
Terrängen runt Kostelní Lhota är platt.Runt Kostelní Lhota är det ganska tätbefolkat, med 124 invånare per kvadratkilometer. Närmaste större samhälle är Kolín, 16,8 km sydost om Kostelní Lhota. Trakten runt Kostelní Lhota består till största delen av jordbruksmark.